# Liga de Campeones de la Concacaf 2013-14
La Liga de Campeones de la Concacaf 2013-14 fue la sexta edición en la historia de la Liga de Campeones de la Concacaf. En la primera fase participaron veinticuatro equipos. La búsqueda para convertirse en el mejor club de Concacaf se llevó a cabo sin el Club de Fútbol Monterrey de México, que había ganado los tres títulos anteriores, pero no clasificó para un cuarto intento. 
El campeón fue el Cruz Azul, tras empatar 1-1 el marcador global al Toluca en la final, consiguió su sexta copa de Concacaf por criterio del gol de visitante. Así, se convirtió en la institución más exitosa en el certamen de la confederación en ese momento y, por lo anterior, clasificó a la Copa Mundial de Clubes de la FIFA 2014.

## Clasificación
Veinticuatro equipos participan en la Liga de Campeones de la CONCACAF: nueve de la Zona Norteamericana, doce de la Zona Centroamericana, y tres de la Zona del Caribe. Los clubes pueden ser descalificados y se sustituyen por otro club de otra asociación si el club no tiene un estadio disponible que cumple con las regulaciones de la CONCACAF para la seguridad. Si el propio estadio de un club no cumple con las normas establecidas, entonces puede encontrar un estadio sustituto adecuado dentro de su propio país. Sin embargo, si aun así se determina que el club no puede proporcionar las instalaciones adecuadas, entonces corre el riesgo de ser reemplazado.

### América del Norte
- Nueve equipos de la Unión de Fútbol de Norteamérica califican para la Liga de Campeones. A México y Estados Unidos se le asignan cuatro cupos a cada federación de fútbol, mientras que a Canadá se otorga uno sólo.

- Para México, los ganadores de la Liga MX de los torneos Apertura y Clausura clasifican automáticamente como cabezas de serie en la fase de grupos del torneo, mientras que los subcampeones de los torneos Apertura y Clausura clasifican en el bombo 2.

- Para los Estados Unidos, tres de sus cuatro cupos se asignan a través de la Major League Soccer de la temporada regular y los playoffs, mientras que el cuarto lugar se asigna a quien gane la competición de copa nacional, la Copa Abierta de EE. UU. Lamar Hunt. El ganador de la Supporters 'Shield y la Copa MLS (si tienen sede en Estados Unidos) se colocan en el bombo 1, el subcampeón de la Copa MLS y el ganador de la Copa Abierta de EE. UU. Lamar Hunt se colocan en el bombo 2.

- Para Canadá, el ganador de la competición de copa nacional, el campeón de la Copa Voyageurs en el Campeonato Canadiense, gana el único cupo canadiense y se incluye en el bombo 2. A pesar de la inclusión de los equipos de Canadá en la MLS, no pueden clasificar a la Liga de Campeones a través de la MLS, y si un equipo de la MLS con sede en Canadá a ganar el Supporters 'Shield o juega la final de la Copa MLS, el lugar de Campeones se asigna al equipo con sede en Estados Unidos con el mejor récord de la temporada regular de la MLS que no ha podido calificar de otra manera.

### América Central
Doce equipos de la Unión Centroamericana de Fútbol califican para la Liga de Campeones. La asignación es la siguiente: dos equipos de cada uno de Costa Rica, Honduras, Guatemala, Panamá y El Salvador, y un equipo de cada uno de Nicaragua y Belice.
Para los equipos de Centroamérica que califican a través de las estaciones divididas, se utiliza el registro total de los dos torneos en la temporada para determinar qué equipo obtiene el primer puesto de la asociación. Las macetas de los equipos son los siguientes:
- Los mejores equipos de las ligas de Costa Rica, Honduras, Guatemala y Panamá se colocan como cabezas de grupo.
- El mejor equipo de la liga de El Salvador y los segundos equipos de las ligas de Costa Rica y Honduras se colocan en el bombo 2.
- Los segundos equipos de las ligas de Guatemala, Panamá y El Salvador, y los equipos de las ligas de Nicaragua y Belice se colocan en el bombo 3.
- Si uno o más clubes se excluye, se sustituyó por un club de otra asociación centroamericana. La reasignación se basa en los resultados de anteriores torneos de la Liga de Campeones.

Tres equipos de la Unión de Fútbol del Caribe califican para la Liga de Campeones. Los tres muelles, en el bombo 3, se asignan a los tres primeros clasificados del Campeonato de Clubes CFU, un torneo subcontinental para los clubes de las asociaciones de la Unión de Fútbol del Caribe. Para que un equipo que se clasifica para el Campeonato de Clubes de la CFU, por lo general necesitan para terminar como campeón o subcampeón de la liga de sus respectivas asociaciones en la temporada anterior, pero los equipos profesionales también pueden ser seleccionados por sus asociaciones si juegan en el liga de otro país. Si alguno de clubes del Caribe no puede participar, es suplantado por el cuarto finalista del Campeonato de Clubes de la CFU.

## Equipos participantes
| País                       | Equipo                                                                      | Vía de clasificación |
| -------------------------- | --------------------------------------------------------------------------- | --- |
| Estados Unidos 4 plazas    | Los Angeles Galaxy San Jose Earthquakes Houston Dynamo Sporting Kansas City | Campeón de la MLS Cup 2012 Campeón del MLS Supporters' Shield 2012 Subcampeón de la MLS Cup 2012 Campeón de la Lamar Hunt U.S. Open Cup 2012 |
| México 4 plazas            | Tijuana América Toluca Cruz Azul                                            | Campeón del Apertura 2012 Campeón del Clausura 2013 Subcampeón del Apertura 2012 Subcampeón del Clausura 2013                                |
| Costa Rica 3 plazas        | Alajuelense Herediano Cartaginés                                            | Campeón del Torneo Invierno 2012 Campeón del Torneo Verano 2013 Subcampeón de Verano 2013                                                    |
| El Salvador 2 plazas       | Isidro Metapán Luis Ángel Firpo                                             | Campeón del Apertura 2012 Campeón del Clausura 2013                                                                                          |
| Guatemala 2 plazas         | Comunicaciones Heredia                                                      | Campeón Apertura 2012 y Clausura 2013 Subcampeón Clausura 2013                                                                               |
| Honduras 2 plazas          | Olimpia Victoria                                                            | Campeón del Apertura 2012 y Clausura 2013 Subcampeón del Clausura 2013                                                                       |
| Panamá 2 plazas            | Árabe Unido Sporting San Miguelito                                          | Campeón Apertura 2012 Campeón Clausura 2013                                                                                                  |
| Trinidad y Tobago 2 plazas | W Connection Caledonia AIA                                                  | Campeón Campeonato de Clubes de la CFU 2013 Tercer lugar Campeonato de Clubes de la CFU 2013                                                 |
| Canadá 1 plaza             | Montreal Impact                                                             | Campeón del Campeonato Canadiense de Fútbol 2013                                                                                             |
| Haití 1 plaza              | Valencia FC                                                                 | Subcampeón Campeonato de Clubes de la CFU 2013                                                                                               |
| Nicaragua 1 plaza          | Real Estelí                                                                 | Campeón de la Primera División de Nicaragua 2012-2013                                                                                        |

## Localía de los equipos
Distribución geográfica de las sedes de los equipos participantes

## Organización

### Calendario
El Calendario de la competición es el siguiente.
| Fase                   | Ronda            | Partido de ida              | Partido de vuelta           |
| ---------------------- | ---------------- | --------------------------- | --------------------------- |
| Fase de grupos         | Primer Partido   | 6–8 de agosto de 2013       | 6–8 de agosto de 2013       |
| Fase de grupos         | Segundo partido  | 20–22 de agosto de 2013     | 20–22 de agosto de 2013     |
| Fase de grupos         | Tercer partido   | 27–29 de agosto de 2013     | 27–29 de agosto de 2013     |
| Fase de grupos         | Cuarto partido   | 17–19 de septiembre de 2013 | 17–19 de septiembre de 2013 |
| Fase de grupos         | Quinto partido   | 24–26 de septiembre de 2013 | 24–26 de septiembre de 2013 |
| Fase de grupos         | Sexto partido    | 22–24 de octubre de 2013    | 22–24 de octubre de 2013    |
| Eliminatorias directas | Cuartos de final | 10–12 de marzo de 2014      | 18–20 de marzo de 2014      |
| Eliminatorias directas | Semifinales      | 1–3 de abril de 2014        | 8–10 de abril de 2014       |
| Eliminatorias directas | Finales          | 15 de abril de 2014         | 24 de abril de 2014         |

### Sorteo
El sorteo se hizo en forma televisada, sin embargo, Concacaf luego de la transmisión decidió cambiar la conformación de los grupos de forma que equipos de Estados Unidos y equipos de México no estuvieran en el mismo grupo. Éste cambio no fue televisado. 
El sorteo se constituyó por tres bombos de ocho equipos cada uno, en la realización del sorteo no podían quedar equipos del mismo país o equipos de México, Estados Unidos, El Salvador, Honduras, Guatemala y Panamá.
| Bombo A (Cabezas de serie) | Bombo B              | Bombo C                |
| -------------------------- | -------------------- | ---------------------- |
| Tijuana                    | Toluca               | Luis Ángel Firpo       |
| San Jose Earthquakes       | Sporting Kansas City | Heredia                |
| Herediano                  | Alajuelense          | Sporting San Miguelito |
| Comunicaciones             | Isidro Metapán       | Real Estelí            |
| América                    | Cruz Azul            | Cartaginés             |
| Los Angeles Galaxy         | Houston Dynamo       | W Connection           |
| Olimpia                    | Victoria             | Valencia FC            |
| Árabe Unido                | Montreal Impact      | Caledonia AIA          |

## Fase de grupos
En esta fase los equipos se encuentran divididos en ocho grupos de tres integrantes. Jugarán todos contra todos a visita recíproca, y el que acumule el mayor número de puntos pasará a la segunda fase. En caso de empate en puntos en el primer lugar, se aplicarán los siguientes criterios de desempate:
- Mayor número de puntos entre los equipos involucrados en sus respectivos enfrentamientos.
- Mejor gol de diferencia entre los equipos involucrados en sus respectivos enfrentamientos.
- Mayor número de goles anotados en calidad de visitante entre los equipos involucrados en sus respectivos enfrentamientos.
- Si ninguno de los criterios anteriores es útil, se recurrirá al sorteo.

### Grupo 1
| Equipo         | Pts | PJ | PG | PE | PP | GF | GC | DG |
| -------------- | --- | -- | -- | -- | -- | -- | -- | -- |
| Árabe Unido    | 9   | 4  | 3  | 0  | 1  | 7  | 3  | 4  |
| Houston Dynamo | 7   | 4  | 2  | 1  | 1  | 4  | 2  | 2  |
| W Connection   | 1   | 4  | 0  | 1  | 3  | 1  | 7  | -6 |

| \| Fecha \| Lugar \| Local \| Resultado \| Visitante \| \| ---------------- \| ------------- \| -------------- \| --------- \| -------------- \| \| 8 de agosto \| Panamá \| Árabe Unido \| 3:1 (2:0) \| W Connection \| \| 20 de agosto \| Puerto España \| W Connection \| 0:0 \| Houston Dynamo \| \| 27 de agosto \| Houston \| Houston Dynamo \| 2:1 (1:1) \| Árabe Unido \| \| 19 de septiembre \| Puerto España \| W Connection \| 0:2 (0:1) \| Árabe Unido \| \| 25 de septiembre \| Houston \| Houston Dynamo \| 2:0 (1:0) \| W Connection \| \| 24 de octubre \| Colón \| Árabe Unido \| 1:0 (0:0) \| Houston Dynamo \| |               |                |           |                |
| Fecha | Lugar         | Local          | Resultado | Visitante      |
| 8 de agosto | Panamá        | Árabe Unido    | 3:1 (2:0) | W Connection   |
| 20 de agosto | Puerto España | W Connection   | 0:0       | Houston Dynamo |
| 27 de agosto | Houston       | Houston Dynamo | 2:1 (1:1) | Árabe Unido    |
| 19 de septiembre | Puerto España | W Connection   | 0:2 (0:1) | Árabe Unido    |
| 25 de septiembre | Houston       | Houston Dynamo | 2:0 (1:0) | W Connection   |
| 24 de octubre | Colón         | Árabe Unido    | 1:0 (0:0) | Houston Dynamo |

### Grupo 2
| Equipo               | Pts | PJ | PG | PE | PP | GF | GC | DG |
| -------------------- | --- | -- | -- | -- | -- | -- | -- | -- |
| Sporting Kansas City | 8   | 4  | 2  | 2  | 0  | 5  | 1  | 4  |
| Olimpia              | 7   | 4  | 2  | 1  | 1  | 2  | 2  | 0  |
| Real Estelí          | 1   | 4  | 0  | 1  | 3  | 1  | 5  | -4 |

| \| Fecha \| Lugar \| Local \| Resultado \| Visitante \| \| ---------------- \| ----------- \| -------------------- \| --------- \| -------------------- \| \| 7 de agosto \| Estelí \| Real Estelí \| 0:2 (0:1) \| Sporting Kansas City \| \| 21 de agosto \| Estelí \| Real Estelí \| 0:1 (0:0) \| Olimpia \| \| 27 de agosto \| Tegucigalpa \| Olimpia \| 0:2 (0:1) \| Sporting Kansas City \| \| 17 de septiembre \| Kansas City \| Sporting Kansas City \| 1:1 (0:0) \| Real Estelí \| \| 24 de septiembre \| Tegucigalpa \| Olimpia \| 1:0 (0:0) \| Real Estelí \| \| 23 de octubre \| Kansas City \| Sporting Kansas City \| 0:0 \| Olimpia \| |             |                      |           |                      |
| Fecha | Lugar       | Local                | Resultado | Visitante            |
| 7 de agosto | Estelí      | Real Estelí          | 0:2 (0:1) | Sporting Kansas City |
| 21 de agosto | Estelí      | Real Estelí          | 0:1 (0:0) | Olimpia              |
| 27 de agosto | Tegucigalpa | Olimpia              | 0:2 (0:1) | Sporting Kansas City |
| 17 de septiembre | Kansas City | Sporting Kansas City | 1:1 (0:0) | Real Estelí          |
| 24 de septiembre | Tegucigalpa | Olimpia              | 1:0 (0:0) | Real Estelí          |
| 23 de octubre | Kansas City | Sporting Kansas City | 0:0       | Olimpia              |

### Grupo 3
| Equipo      | Pts | PJ | PG | PE | PP | GF | GC | DG  |
| ----------- | --- | -- | -- | -- | -- | -- | -- | --- |
| Cruz Azul   | 12  | 4  | 4  | 0  | 0  | 10 | 2  | 8   |
| Herediano   | 6   | 4  | 2  | 0  | 2  | 11 | 8  | 3   |
| Valencia FC | 0   | 4  | 0  | 0  | 4  | 4  | 15 | -11 |

| \| Fecha \| Lugar \| Local \| Resultado \| Visitante \| \| ---------------- \| --------------- \| ----------- \| --------- \| ----------- \| \| 8 de agosto \| Puerto Príncipe \| Valencia FC \| 1:6 (0:2) \| Herediano \| \| 22 de agosto \| México, D. F. \| Cruz Azul \| 3:0 (3:0) \| Herediano \| \| 28 de agosto \| Puerto Príncipe \| Valencia FC \| 1:2 (0:1) \| Cruz Azul \| \| 18 de septiembre \| Alajuela \| Herediano \| 4:2 (2:0) \| Valencia FC \| \| 24 de septiembre \| México, D. F. \| Cruz Azul \| 3:0 (2:0) \| Valencia FC \| \| 22 de octubre \| Heredia \| Herediano \| 1:2 (0:1) \| Cruz Azul \| |                 |             |           |             |
| Fecha | Lugar           | Local       | Resultado | Visitante   |
| 8 de agosto | Puerto Príncipe | Valencia FC | 1:6 (0:2) | Herediano   |
| 22 de agosto | México, D. F.   | Cruz Azul   | 3:0 (3:0) | Herediano   |
| 28 de agosto | Puerto Príncipe | Valencia FC | 1:2 (0:1) | Cruz Azul   |
| 18 de septiembre | Alajuela        | Herediano   | 4:2 (2:0) | Valencia FC |
| 24 de septiembre | México, D. F.   | Cruz Azul   | 3:0 (2:0) | Valencia FC |
| 22 de octubre | Heredia         | Herediano   | 1:2 (0:1) | Cruz Azul   |

### Grupo 4
| Equipo                 | Pts | PJ | PG | PE | PP | GF | GC | DG |
| ---------------------- | --- | -- | -- | -- | -- | -- | -- | -- |
| Alajuelense            | 9   | 4  | 3  | 0  | 1  | 4  | 1  | 3  |
| América                | 6   | 4  | 2  | 0  | 2  | 4  | 2  | 2  |
| Sporting San Miguelito | 3   | 4  | 1  | 0  | 3  | 1  | 6  | -5 |

| \| Fecha \| Lugar \| Local \| Resultado \| Visitante \| \| ---------------- \| ------------- \| ---------------------- \| --------- \| ---------------------- \| \| 7 de agosto \| Panamá \| Sporting San Miguelito \| 0:1 (0:1) \| América \| \| 22 de agosto \| Panamá \| Sporting San Miguelito \| 1:0 (1:0) \| Alajuelense \| \| 29 de agosto \| Alajuela \| Alajuelense \| 1:0 (0:0) \| América \| \| 17 de septiembre \| México, D. F. \| América \| 3:0 (1:0) \| Sporting San Miguelito \| \| 26 de septiembre \| Alajuela \| Alajuelense \| 2:0 (0:0) \| Sporting San Miguelito \| \| 22 de octubre \| México, D. F. \| América \| 0:1 (0:0) \| Alajuelense \| |               |                        |           |                        |
| Fecha | Lugar         | Local                  | Resultado | Visitante              |
| 7 de agosto | Panamá        | Sporting San Miguelito | 0:1 (0:1) | América                |
| 22 de agosto | Panamá        | Sporting San Miguelito | 1:0 (1:0) | Alajuelense            |
| 29 de agosto | Alajuela      | Alajuelense            | 1:0 (0:0) | América                |
| 17 de septiembre | México, D. F. | América                | 3:0 (1:0) | Sporting San Miguelito |
| 26 de septiembre | Alajuela      | Alajuelense            | 2:0 (0:0) | Sporting San Miguelito |
| 22 de octubre | México, D. F. | América                | 0:1 (0:0) | Alajuelense            |

### Grupo 5
| Equipo               | Pts | PJ | PG | PE | PP | GF | GC | DG |
| -------------------- | --- | -- | -- | -- | -- | -- | -- | -- |
| San Jose Earthquakes | 6   | 4  | 2  | 0  | 2  | 4  | 2  | 2  |
| Montreal Impact      | 6   | 4  | 2  | 0  | 2  | 3  | 4  | -1 |
| Heredia              | 6   | 4  | 2  | 0  | 2  | 2  | 3  | -1 |

| \| Fecha \| Lugar \| Local \| Resultado \| Visitante \| \| ---------------- \| ----------- \| -------------------- \| --------- \| -------------------- \| \| 7 de agosto \| Montreal \| Montreal Impact \| 1:0 (1:0) \| San Jose Earthquakes \| \| 21 de agosto \| Guatemala \| Heredia \| 1:0 (0:0) \| Montreal Impact \| \| 28 de agosto \| Guatemala \| Heredia \| 1:0 (0:0) \| San José Earthquakes \| \| 17 de septiembre \| Santa Clara \| San Jose Earthquakes \| 3:0 (1:0) \| Montreal Impact \| \| 24 de septiembre \| Montreal \| Montreal Impact \| 2:0 (1:0) \| Heredia \| \| 23 de octubre \| Santa Clara \| San Jose Earthquakes \| 1:0 (0:0) \| Heredia \| |             |                      |           |                      |
| Fecha | Lugar       | Local                | Resultado | Visitante            |
| 7 de agosto | Montreal    | Montreal Impact      | 1:0 (1:0) | San Jose Earthquakes |
| 21 de agosto | Guatemala   | Heredia              | 1:0 (0:0) | Montreal Impact      |
| 28 de agosto | Guatemala   | Heredia              | 1:0 (0:0) | San José Earthquakes |
| 17 de septiembre | Santa Clara | San Jose Earthquakes | 3:0 (1:0) | Montreal Impact      |
| 24 de septiembre | Montreal    | Montreal Impact      | 2:0 (1:0) | Heredia              |
| 23 de octubre | Santa Clara | San Jose Earthquakes | 1:0 (0:0) | Heredia              |

### Grupo 6
| Equipo         | Pts | PJ | PG | PE | PP | GF | GC | DG  |
| -------------- | --- | -- | -- | -- | -- | -- | -- | --- |
| Toluca         | 12  | 4  | 4  | 0  | 0  | 15 | 4  | 11  |
| Comunicaciones | 6   | 4  | 2  | 0  | 2  | 7  | 7  | 0   |
| Caledonia AIA  | 0   | 4  | 0  | 0  | 4  | 2  | 13 | -11 |

| \| Fecha \| Lugar \| Local \| Resultado \| Visitante \| \| ---------------- \| ------------- \| -------------- \| --------- \| -------------- \| \| 6 de agosto \| Toluca \| Toluca \| 3:1 (2:0) \| Caledonia AIA \| \| 22 de agosto \| Guatemala \| Comunicaciones \| 1:2 (1:2) \| Toluca \| \| 29 de agosto \| Puerto España \| Caledonia AIA \| 0:3 (0:1) \| Comunicaciones \| \| 18 de septiembre \| Puerto España \| Caledonia AIA \| 1:5 (0:3) \| Toluca \| \| 25 de septiembre \| Guatemala \| Comunicaciones \| 2:0 (2:0) \| Caledonia AIA \| \| 23 de octubre \| Toluca \| Toluca \| 5:1 (2:0) \| Comunicaciones \| |               |                |           |                |
| Fecha | Lugar         | Local          | Resultado | Visitante      |
| 6 de agosto | Toluca        | Toluca         | 3:1 (2:0) | Caledonia AIA  |
| 22 de agosto | Guatemala     | Comunicaciones | 1:2 (1:2) | Toluca         |
| 29 de agosto | Puerto España | Caledonia AIA  | 0:3 (0:1) | Comunicaciones |
| 18 de septiembre | Puerto España | Caledonia AIA  | 1:5 (0:3) | Toluca         |
| 25 de septiembre | Guatemala     | Comunicaciones | 2:0 (2:0) | Caledonia AIA  |
| 23 de octubre | Toluca        | Toluca         | 5:1 (2:0) | Comunicaciones |

### Grupo 7
| Equipo           | Pts | PJ | PG | PE | PP | GF | GC | DG  |
| ---------------- | --- | -- | -- | -- | -- | -- | -- | --- |
| Tijuana          | 10  | 4  | 3  | 1  | 0  | 10 | 2  | 8   |
| Luis Ángel Firpo | 7   | 4  | 2  | 1  | 1  | 6  | 3  | 3   |
| Victoria         | 0   | 4  | 0  | 0  | 4  | 4  | 15 | -11 |

| \| Fecha \| Lugar \| Local \| Resultado \| Visitante \| \| ---------------- \| ------------ \| ---------------- \| --------- \| ---------------- \| \| 6 de agosto \| San Salvador \| Luis Ángel Firpo \| 0:0 \| Tijuana \| \| 20 de agosto \| La Ceiba \| Victoria \| 2:3 (0:2) \| Tijuana \| \| 28 de agosto \| Tijuana \| Tijuana \| 1:0 (0:0) \| Luis Ángel Firpo \| \| 19 de septiembre \| San Salvador \| Luis Ángel Firpo \| 2:1 (0:1) \| Victoria \| \| 26 de septiembre \| Tijuana \| Tijuana \| 6:0 (3:0) \| Victoria \| \| 23 de octubre \| La Ceiba \| Victoria \| 1:4 (0:1) \| Luis Ángel Firpo \| |              |                  |           |                  |
| Fecha | Lugar        | Local            | Resultado | Visitante        |
| 6 de agosto | San Salvador | Luis Ángel Firpo | 0:0       | Tijuana          |
| 20 de agosto | La Ceiba     | Victoria         | 2:3 (0:2) | Tijuana          |
| 28 de agosto | Tijuana      | Tijuana          | 1:0 (0:0) | Luis Ángel Firpo |
| 19 de septiembre | San Salvador | Luis Ángel Firpo | 2:1 (0:1) | Victoria         |
| 26 de septiembre | Tijuana      | Tijuana          | 6:0 (3:0) | Victoria         |
| 23 de octubre | La Ceiba     | Victoria         | 1:4 (0:1) | Luis Ángel Firpo |

### Grupo 8
| Equipo             | Pts | PJ | PG | PE | PP | GF | GC | DG |
| ------------------ | --- | -- | -- | -- | -- | -- | -- | -- |
| Los Angeles Galaxy | 9   | 4  | 3  | 0  | 1  | 6  | 4  | 2  |
| Isidro Metapán     | 4   | 4  | 1  | 1  | 2  | 6  | 5  | 1  |
| Cartaginés         | 4   | 4  | 1  | 1  | 2  | 4  | 7  | -3 |

| \| Fecha \| Lugar \| Local \| Resultado \| Visitante \| \| ---------------- \| ------------ \| ------------------ \| --------- \| ------------------ \| \| 8 de agosto \| San Salvador \| Isidro Metapán \| 2:4 (1:2) \| Cartaginés \| \| 20 de agosto \| Los Ángeles \| Los Angeles Galaxy \| 2:0 (0:0) \| Cartaginés \| \| 27 de agosto \| San José \| Cartaginés \| 0:0 \| Isidro Metapán \| \| 18 de septiembre \| Los Ángeles \| Los Angeles Galaxy \| 1:0 (1:0) \| Isidro Metapán \| \| 25 de septiembre \| San José \| Cartaginés \| 0:3 (0:3) \| Los Angeles Galaxy \| \| 24 de octubre \| San Salvador \| Isidro Metapán \| 4:0 (4:0) \| Los Angeles Galaxy \| |              |                    |           |                    |
| Fecha | Lugar        | Local              | Resultado | Visitante          |
| 8 de agosto | San Salvador | Isidro Metapán     | 2:4 (1:2) | Cartaginés         |
| 20 de agosto | Los Ángeles  | Los Angeles Galaxy | 2:0 (0:0) | Cartaginés         |
| 27 de agosto | San José     | Cartaginés         | 0:0       | Isidro Metapán     |
| 18 de septiembre | Los Ángeles  | Los Angeles Galaxy | 1:0 (1:0) | Isidro Metapán     |
| 25 de septiembre | San José     | Cartaginés         | 0:3 (0:3) | Los Angeles Galaxy |
| 24 de octubre | San Salvador | Isidro Metapán     | 4:0 (4:0) | Los Angeles Galaxy |

## Segunda fase
La fase final de la competición se disputa en eliminatorias a doble partido. En estos encuentros rige la regla del gol de visitante, que determina que el equipo que haya marcado más goles como visitante gana la eliminatoria si hay empate en la diferencia de goles. En caso de estar la eliminatoria empatada tras los 180 minutos de ambos partidos se disputará una prórroga de 30 minutos, y si esta termina sin goles la eliminatoria se decidirá en una tanda de penaltis.

### Equipos clasificados
En la fase final, los ocho equipos clasificados jugarán con el sistema de eliminación directa para definir el campeón. Los emparejamientos de cuartos de final se realizarán de acuerdo a las posiciones de los equipos según una tabla general con los resultados de la primera fase. Un finalista resultará de los enfrentamientos entre el 1° y 8° lugar, y el 4° y 5° lugar; el otro finalista resultará de los enfrentamientos entre el 2° y 7° lugar y el 3° y 6° lugar.
| N.º | Equipo               | Pts. | PJ | PG | PE | PP | GF | GC | Dif. |
| --- | -------------------- | ---- | -- | -- | -- | -- | -- | -- | ---- |
| 1   | Toluca               | 12   | 4  | 4  | 0  | 0  | 15 | 4  | 11   |
| 2   | Cruz Azul            | 12   | 4  | 4  | 0  | 0  | 10 | 2  | 8    |
| 3   | Tijuana              | 10   | 4  | 3  | 1  | 0  | 10 | 2  | 8    |
| 4   | Árabe Unido          | 9    | 4  | 3  | 0  | 1  | 7  | 3  | 4    |
| 5   | Alajuelense          | 9    | 4  | 3  | 0  | 1  | 4  | 1  | 3    |
| 6   | Los Angeles Galaxy   | 9    | 4  | 3  | 0  | 1  | 6  | 4  | 2    |
| 7   | Sporting Kansas City | 8    | 4  | 2  | 2  | 0  | 5  | 1  | 4    |
| 8   | San Jose Earthquakes | 6    | 4  | 2  | 0  | 2  | 4  | 2  | 2    |

|  | Cuartos de final                                                   | Cuartos de final                                                   | Cuartos de final                                                   | Cuartos de final                                                   | Cuartos de final                                                   |   |   | Semifinales                                          | Semifinales                                          | Semifinales                                          | Semifinales                                          | Semifinales                                          |  |   | Final                                                  | Final                                                  | Final                                                  | Final                                                  | Final                                                  |  |
|  | 10 al 12 de marzo de 2014 (ida) 18 al 20 de marzo de 2014 (vuelta) | 10 al 12 de marzo de 2014 (ida) 18 al 20 de marzo de 2014 (vuelta) | 10 al 12 de marzo de 2014 (ida) 18 al 20 de marzo de 2014 (vuelta) | 10 al 12 de marzo de 2014 (ida) 18 al 20 de marzo de 2014 (vuelta) | 10 al 12 de marzo de 2014 (ida) 18 al 20 de marzo de 2014 (vuelta) |   |   | 1 de abril de 2014 (ida) 9 de abril de 2014 (vuelta) | 1 de abril de 2014 (ida) 9 de abril de 2014 (vuelta) | 1 de abril de 2014 (ida) 9 de abril de 2014 (vuelta) | 1 de abril de 2014 (ida) 9 de abril de 2014 (vuelta) | 1 de abril de 2014 (ida) 9 de abril de 2014 (vuelta) |  |   | 15 de abril de 2014 (ida) 23 de abril de 2014 (vuelta) | 15 de abril de 2014 (ida) 23 de abril de 2014 (vuelta) | 15 de abril de 2014 (ida) 23 de abril de 2014 (vuelta) | 15 de abril de 2014 (ida) 23 de abril de 2014 (vuelta) | 15 de abril de 2014 (ida) 23 de abril de 2014 (vuelta) |  |
|  |                                                                    |                                                                    |                                                                    |                                                                    |                                                                    |   |   |                                                      |                                                      |                                                      |                                                      |                                                      |  |   |                                                        |                                                        |                                                        |                                                        |                                                        |  |
|  |                                                                    |                                                                    |                                                                    |                                                                    |                                                                    |   |   |                                                      |                                                      |                                                      |                                                      |                                                      |  |   |                                                        |                                                        |                                                        |                                                        |                                                        |  |
|  | 1                                                                  | Toluca (p.)                                                        | 1                                                                  | 1                                                                  | 2 (5)                                                              |   |   |                                                      |                                                      |                                                      |                                                      |                                                      |  |   |                                                        |                                                        |                                                        |                                                        |                                                        |  |
|  | 1                                                                  | Toluca (p.)                                                        | 1                                                                  | 1                                                                  | 2 (5)                                                              |   |   |                                                      |                                                      |                                                      |                                                      |                                                      |  |   |                                                        |                                                        |                                                        |                                                        |                                                        |  |
|  | 8                                                                  | San Jose Earthquakes                                               | 1                                                                  | 1                                                                  | 2 (4)                                                              |   |   |                                                      |                                                      |                                                      |                                                      |                                                      |  |   |                                                        |                                                        |                                                        |                                                        |                                                        |  |
|  | 8                                                                  | San Jose Earthquakes                                               | 1                                                                  | 1                                                                  | 2 (4)                                                              |   | 1 | Toluca                                               | 1                                                    | 2                                                    | 3                                                    |                                                      |  |   |                                                        |                                                        |                                                        |                                                        |                                                        |  |
|  |                                                                    |                                                                    |                                                                    |                                                                    |                                                                    |   | 1 | Toluca                                               | 1                                                    | 2                                                    | 3                                                    |                                                      |  |   |                                                        |                                                        |                                                        |                                                        |                                                        |  |
|  |                                                                    |                                                                    | 5                                                                  | Alajuelense                                                        | 0                                                                  | 0 | 0 |                                                      |                                                      |                                                      |                                                      |                                                      |  |   |                                                        |                                                        |                                                        |                                                        |                                                        |  |
|  | 4                                                                  | Árabe Unido                                                        | 5                                                                  | Alajuelense                                                        | 0                                                                  | 0 | 0 | 0                                                    | 0                                                    | 0                                                    |                                                      |                                                      |  |   |                                                        |                                                        |                                                        |                                                        |                                                        |  |
|  | 4                                                                  | Árabe Unido                                                        |                                                                    |                                                                    |                                                                    |   |   |                                                      |                                                      | 0                                                    |                                                      |                                                      |  |   |                                                        |                                                        |                                                        |                                                        |                                                        |  |
|  | 5                                                                  | Alajuelense                                                        | 0                                                                  | 2                                                                  | 2                                                                  |   |   |                                                      |                                                      |                                                      |                                                      |                                                      |  |   |                                                        |                                                        |                                                        |                                                        |                                                        |  |
|  | 5                                                                  | Alajuelense                                                        | 0                                                                  | 2                                                                  | 2                                                                  |   |   |                                                      |                                                      |                                                      |                                                      |                                                      |  | 1 | Toluca                                                 | 0                                                      | 1                                                      | 1                                                      |                                                        |  |
|  |                                                                    |                                                                    |                                                                    |                                                                    |                                                                    |   |   |                                                      |                                                      |                                                      |                                                      |                                                      |  | 1 | Toluca                                                 | 0                                                      | 1                                                      | 1                                                      |                                                        |  |
|  |                                                                    |                                                                    | 2                                                                  | Cruz Azul (v.)                                                     | 0                                                                  | 1 | 1 |                                                      |                                                      |                                                      |                                                      |                                                      |  |   |                                                        |                                                        |                                                        |                                                        |                                                        |  |
|  | 2                                                                  | Cruz Azul                                                          | 2                                                                  | Cruz Azul (v.)                                                     | 0                                                                  | 1 | 1 | 0                                                    | 5                                                    | 5                                                    |                                                      |                                                      |  |   |                                                        |                                                        |                                                        |                                                        |                                                        |  |
|  | 2                                                                  | Cruz Azul                                                          |                                                                    |                                                                    |                                                                    |   |   |                                                      |                                                      | 5                                                    |                                                      |                                                      |  |   |                                                        |                                                        |                                                        |                                                        |                                                        |  |
|  | 7                                                                  | Sporting Kansas City                                               | 1                                                                  | 1                                                                  | 2                                                                  |   |   |                                                      |                                                      |                                                      |                                                      |                                                      |  |   |                                                        |                                                        |                                                        |                                                        |                                                        |  |
|  | 7                                                                  | Sporting Kansas City                                               | 1                                                                  | 1                                                                  | 2                                                                  |   | 2 | Cruz Azul                                            | 0                                                    | 2                                                    | 2                                                    |                                                      |  |   |                                                        |                                                        |                                                        |                                                        |                                                        |  |
|  |                                                                    |                                                                    |                                                                    |                                                                    |                                                                    |   | 2 | Cruz Azul                                            | 0                                                    | 2                                                    | 2                                                    |                                                      |  |   |                                                        |                                                        |                                                        |                                                        |                                                        |  |
|  |                                                                    |                                                                    | 3                                                                  | Tijuana                                                            | 1                                                                  | 0 | 1 |                                                      |                                                      |                                                      |                                                      |                                                      |  |   |                                                        |                                                        |                                                        |                                                        |                                                        |  |
|  | 3                                                                  | Tijuana                                                            | 3                                                                  | Tijuana                                                            | 1                                                                  | 0 | 1 | 0                                                    | 4                                                    | 4                                                    |                                                      |                                                      |  |   |                                                        |                                                        |                                                        |                                                        |                                                        |  |
|  | 3                                                                  | Tijuana                                                            |                                                                    |                                                                    |                                                                    |   |   |                                                      |                                                      | 4                                                    |                                                      |                                                      |  |   |                                                        |                                                        |                                                        |                                                        |                                                        |  |
|  | 6                                                                  | Los Angeles Galaxy                                                 | 1                                                                  | 2                                                                  | 3                                                                  |   |   |                                                      |                                                      |                                                      |                                                      |                                                      |  |   |                                                        |                                                        |                                                        |                                                        |                                                        |  |
|  | 6                                                                  | Los Angeles Galaxy                                                 | 1                                                                  | 2                                                                  | 3                                                                  |   |   |                                                      |                                                      |                                                      |                                                      |                                                      |  |   |                                                        |                                                        |                                                        |                                                        |                                                        |  |
|  |                                                                    |                                                                    |                                                                    |                                                                    |                                                                    |   |   |                                                      |                                                      |                                                      |                                                      |                                                      |  |   |                                                        |                                                        |                                                        |                                                        |                                                        |  |

### Cuartos de final

#### Toluca - San Jose Earthquakes
| 11 de marzo de 2014 | San Jose Earthquakes | 1:1 (0:0) | Toluca   | Estadio Buck Shaw, Santa Clara                             |                                                            |
|                     | Gordon 90+3'         | Reporte   | Nava 67' | Asistencia: 10,525 espectadores Árbitro(s): Walter Quesada | Asistencia: 10,525 espectadores Árbitro(s): Walter Quesada |

| 19 de marzo de 2014                                       | Toluca                                             | 1:1 (0:0, 1:1) (5:4 p.)    | San Jose Earthquakes                                      | Estadio Nemesio Díez, Toluca                                 |                                                              |
|                                                           | Bizuela 69'                                        | Reporte                    | Harden 56'                                                | Asistencia: 11,844 espectadores Árbitro(s): Héctor Rodríguez | Asistencia: 11,844 espectadores Árbitro(s): Héctor Rodríguez |
|                                                           |                                                    | Tiros desde el punto penal |                                                           |                                                              |                                                              |
|                                                           | Nava · Ríos · Velázquez · Ponce · Talavera · Tiago |                            | Wondolowski · Gordon · Cronin · Schuler · Koval · Salinas |                                                              |                                                              |
| Deportivo Toluca avanzó a Semifinales (2-2, 5:4 Penales). |                                                    |                            |                                                           |                                                              |                                                              |

#### Árabe Unido - Alajuelense
| 10 de marzo de 2014 | Alajuelense | 0:0     | Árabe Unido | Estadio Alejandro Morera Soto, Alajuela |                                   |
|                     |             | Reporte |             | Árbitro(s): Roberto García Orozco       | Árbitro(s): Roberto García Orozco |

| 20 de marzo de 2014                        | Árabe Unido | 0:2 (0:0) | Alajuelense                | Estadio Rommel Fernández, Panamá |                          |
|                                            |             | Reporte   | Palacios 6' · McDonald 58' | Árbitro(s): Joel Aguilar         | Árbitro(s): Joel Aguilar |
| LD Alajuelense avanzó a Semifinales (0-2). |             |           |                            |                                  |                          |

#### Cruz Azul - Sporting Kansas City
| 12 de marzo de 2014 | Sporting Kansas City | 1:0 (1:0) | Cruz Azul | Sporting Park, Kansas City                                |                                                           |
|                     | Ellis 17'            | Reporte   |           | Asistencia: 18,467 espectadores Árbitro(s): Elmer Bonilla | Asistencia: 18,467 espectadores Árbitro(s): Elmer Bonilla |

| 19 de marzo de 2014                   | Cruz Azul                                     | 5:1 (2:1) | Sporting Kansas City | Estadio Azul, México, D. F. |                          |
|                                       | Pavone 2' 23' 54' · Formica 65' · Giménez 69' | Reporte   | Feilhaber 43'        | Árbitro(s): Walter López    | Árbitro(s): Walter López |
| Cruz Azul avanzó a Semifinales (5-2). |                                               |           |                      |                             |                          |

#### Tijuana - Los Angeles Galaxy
| 11 de marzo de 2014 | Los Angeles Galaxy | 1:0 (1:0) | Tijuana | Stubhub Center, Carson                                        |                                                               |
|                     | Samuel 11'         | Reporte   |         | Asistencia: 15,159 espectadores Árbitro(s): Enrico Wijngaarde | Asistencia: 15,159 espectadores Árbitro(s): Enrico Wijngaarde |

| 18 de marzo de 2014                      | Tijuana                                | 4:2 (3:0) | Los Angeles Galaxy | Estadio Caliente, Tijuana                                  |                                                            |
|                                          | Ayoví 1' 9' · Benedetto 26' · Ruiz 81' | Reporte   | Keane 46' 84'      | Asistencia: 19,333 espectadores Árbitro(s): Roberto Moreno | Asistencia: 19,333 espectadores Árbitro(s): Roberto Moreno |
| Club Tijuana avanzó a Semifinales (4-3). |                                        |           |                    |                                                            |                                                            |

### Semifinales

#### Toluca - Alajuelense
| 1 de abril de 2014 | Alajuelense | 0:1 (0:0) | Toluca       | Estadio Alejandro Morera Soto, Alajuela |                         |
|                    |             | Reporte   | Da Silva 71' | Árbitro(s): Mark Geiger                 | Árbitro(s): Mark Geiger |

| 9 de abril de 2014              | Toluca                       | 2:0 (1:0) | Alajuelense | Estadio Nemesio Díez, Toluca |                        |
|                                 | Esquivel 35' · Salgueiro 62' | Reporte   |             | Árbitro(s): Wijngaarde       | Árbitro(s): Wijngaarde |
| Toluca avanzó a la Final (3-0). |                              |           |             |                              |                        |

#### Cruz Azul - Tijuana
| 1 de abril de 2014 | Tijuana              | 1:0 (0:0) | Cruz Azul | Estadio Caliente, Tijuana                                    |                                                              |
|                    | Pellerano 78' (pen.) | Reporte   |           | Asistencia: 22,333 espectadores Árbitro(s): Francisco Chacón | Asistencia: 22,333 espectadores Árbitro(s): Francisco Chacón |

| 9 de abril de 2014                 | Cruz Azul                        | 2:0 (1:0) | Tijuana | Estadio Azul, México, D. F. |                             |
|                                    | Güemez 5' (a.g.) · Domínguez 50' | Reporte   |         | Árbitro(s): Paul Delgadillo | Árbitro(s): Paul Delgadillo |
| Cruz Azul avanzó a la Final (2-1). |                                  |           |         |                             |                             |

### Final

#### Ida
| 15 de abril de 2014, 19:00 (UTC-5) | Cruz Azul | 0:0 (0:0) | Toluca | Estadio Azul, Ciudad de México                                    |                                                                   |
|                                    |           | Reporte   |        | Asistencia: 24 329 espectadores Árbitro(s): Roberto García Orozco | Asistencia: 24 329 espectadores Árbitro(s): Roberto García Orozco |

| 12         | POR        | Guillermo Allison |     |
| 15         | DEF        | Gerardo Flores    |     |
| 57         | DEF        | Emanuel Loeschbor |     |
| 4          | DEF        | Julio Domínguez   |     |
| 28         | DEF        | Rogelio Chávez    |     |
| 5          | MED        | Alejandro Castro  |     |
| 6          | MED        | Gerardo Torrado   |     |
| 11         | MED        | Joao Rojas        | 81' |
| 8          | MED        | Marco Fabián      |     |
| 33         | MED        | Mauro Formica     | 66' |
| 9          | DEL        | Mariano Pavone    | 67' |
| Entrenador | Entrenador | Luis Tena         |     |

| 1          | POR        | Alfredo Talavera |     |
| 2          | DEF        | Francisco Gamboa |     |
| 4          | DEF        | Paulo da Silva   |     |
| 8          | DEF        | Aarón Galindo    |     |
| 6          | DEF        | Miguel Ponce     |     |
| 5          | MED        | Wilson Tiago     |     |
| 15         | MED        | Antonio Ríos     |     |
| 17         | MED        | Juan Salgueiro   | 86' |
| 11         | MED        | Carlos Esquivel  | 92' |
| 27         | MED        | Isaac Brizuela   | 84' |
| 7          | DEL        | Pablo Velázquez  |     |
| Entrenador | Entrenador | José Cardozo     |     |

| 20 | MED | Achille Emana     | 66' |
| 10 | MED | Christian Giménez | 67' |
| 7  | MED | Pablo Barrera     | 81' |

| 23 | DEL | Edgar Benítez | 84' |
| 29 | DEL | Raúl Nava     | 86' |
| 16 | DEF | Óscar Rojas   | 92' |

| Amonestado | 40' | Gerardo Torrado |

| Amonestado | 31' | Miguel Ponce    |
| Amonestado | 36' | Pablo Velázquez |
| Amonestado | 71' | Antonio Ríos    |
| Amonestado | 84' | Isaac Brizuela  |

|  |  |  |

| Árbitro             | Roberto García Orozco     |
| Árbitros asistentes | José Luis Camargo Callado |
| Árbitros asistentes | Alberto Morín Méndez      |
| Cuarto árbitro      | César Arturo Ramos        |

| 12         | POR        | Guillermo Allison |     |
| 15         | DEF        | Gerardo Flores    |     |
| 57         | DEF        | Emanuel Loeschbor |     |
| 4          | DEF        | Julio Domínguez   |     |
| 28         | DEF        | Rogelio Chávez    |     |
| 5          | MED        | Alejandro Castro  |     |
| 6          | MED        | Gerardo Torrado   |     |
| 11         | MED        | Joao Rojas        | 81' |
| 8          | MED        | Marco Fabián      |     |
| 33         | MED        | Mauro Formica     | 66' |
| 9          | DEL        | Mariano Pavone    | 67' |
| Entrenador | Entrenador | Luis Tena         |     |

| 1          | POR        | Alfredo Talavera |     |
| 2          | DEF        | Francisco Gamboa |     |
| 4          | DEF        | Paulo da Silva   |     |
| 8          | DEF        | Aarón Galindo    |     |
| 6          | DEF        | Miguel Ponce     |     |
| 5          | MED        | Wilson Tiago     |     |
| 15         | MED        | Antonio Ríos     |     |
| 17         | MED        | Juan Salgueiro   | 86' |
| 11         | MED        | Carlos Esquivel  | 92' |
| 27         | MED        | Isaac Brizuela   | 84' |
| 7          | DEL        | Pablo Velázquez  |     |
| Entrenador | Entrenador | José Cardozo     |     |

| 20 | MED | Achille Emana     | 66' |
| 10 | MED | Christian Giménez | 67' |
| 7  | MED | Pablo Barrera     | 81' |

| 23 | DEL | Edgar Benítez | 84' |
| 29 | DEL | Raúl Nava     | 86' |
| 16 | DEF | Óscar Rojas   | 92' |

| Amonestado | 40' | Gerardo Torrado |

| Amonestado | 31' | Miguel Ponce    |
| Amonestado | 36' | Pablo Velázquez |
| Amonestado | 71' | Antonio Ríos    |
| Amonestado | 84' | Isaac Brizuela  |

|  |  |  |

| Árbitro             | Roberto García Orozco     |
| Árbitros asistentes | José Luis Camargo Callado |
| Árbitros asistentes | Alberto Morín Méndez      |
| Cuarto árbitro      | César Arturo Ramos        |

#### Vuelta
| 23 de abril de 2014, 19:00 (UTC-5) | Toluca            | 1:1 (0:1) | Cruz Azul          | Estadio Nemesio Díez, Toluca                                        |                                                                     |
|                                    | Edgar Benítez 63' | Reporte   | 41' Mariano Pavone | Asistencia: 20 675 espectadores Árbitro(s): Marco Antonio Rodríguez | Asistencia: 20 675 espectadores Árbitro(s): Marco Antonio Rodríguez |

| 1          | POR        | Alfredo Talavera |     |
| 16         | DEF        | Óscar Rojas      | 78' |
| 4          | DEF        | Paulo da Silva   |     |
| 8          | DEF        | Aarón Galindo    |     |
| 6          | DEF        | Miguel Ponce     |     |
| 5          | MED        | Wilson Tiago     |     |
| 15         | MED        | Antonio Ríos     |     |
| 17         | MED        | Juan Salgueiro   | 46' |
| 11         | MED        | Carlos Esquivel  | 53' |
| 27         | DEL        | Isaac Brizuela   |     |
| 7          | DEL        | Pablo Velázquez  |     |
| Entrenador | Entrenador | José Cardozo     |     |

| 1          | POR        | Jesús Corona      |     |
| 15         | DEF        | Gerardo Flores    |     |
| 57         | DEF        | Emanuel Loeschbor |     |
| 4          | DEF        | Julio Domínguez   |     |
| 28         | DEF        | Rogelio Chávez    |     |
| 5          | MED        | Alejandro Castro  |     |
| 6          | MED        | Gerardo Torrado   |     |
| 11         | MED        | Joao Rojas        | 71' |
| 8          | MED        | Marco Fabián      | 89' |
| 33         | MED        | Mauro Formica     | 67' |
| 9          | MED        | Mariano Pavone    |     |
| Entrenador | Entrenador | Luis Tena         |     |

| 29 | DEL | Raúl Nava        | 46' |
| 23 | DEL | Edgar Benítez    | 53' |
| 2  | MED | Francisco Gamboa | 78' |

| 10 | MED | Christian Giménez | 67' |
| 14 | DEF | Luis Perea        | 71' |
| 53 | MED | Horacio Cervantes | 89' |

| Anotado | 63' | Edgar Benítez | 1:1 |

| Anotado | 41' | Mariano Pavone | 0:1 |

| Amonestado | 29' | Miguel Ponce  |
| Amonestado | 55' | Antonio Ríos  |
| Amonestado | 87' | Aarón Galindo |

| Amonestado | 58' | Joao Rojas       |
| Amonestado | 68' | Alejandro Castro |
| Amonestado | 72' | Luis Perea       |

|  |  |  |

|  |  |  |

| Árbitro             | Marco Antonio Rodríguez        |
| Árbitros asistentes | Marvin César Torrentera Rivera |
| Árbitros asistentes | Marcos Quintero Huitrón        |
| Cuarto árbitro      | Fernando Guerrero Ramírez      |

| 1          | POR        | Alfredo Talavera |     |
| 16         | DEF        | Óscar Rojas      | 78' |
| 4          | DEF        | Paulo da Silva   |     |
| 8          | DEF        | Aarón Galindo    |     |
| 6          | DEF        | Miguel Ponce     |     |
| 5          | MED        | Wilson Tiago     |     |
| 15         | MED        | Antonio Ríos     |     |
| 17         | MED        | Juan Salgueiro   | 46' |
| 11         | MED        | Carlos Esquivel  | 53' |
| 27         | DEL        | Isaac Brizuela   |     |
| 7          | DEL        | Pablo Velázquez  |     |
| Entrenador | Entrenador | José Cardozo     |     |

| 1          | POR        | Jesús Corona      |     |
| 15         | DEF        | Gerardo Flores    |     |
| 57         | DEF        | Emanuel Loeschbor |     |
| 4          | DEF        | Julio Domínguez   |     |
| 28         | DEF        | Rogelio Chávez    |     |
| 5          | MED        | Alejandro Castro  |     |
| 6          | MED        | Gerardo Torrado   |     |
| 11         | MED        | Joao Rojas        | 71' |
| 8          | MED        | Marco Fabián      | 89' |
| 33         | MED        | Mauro Formica     | 67' |
| 9          | MED        | Mariano Pavone    |     |
| Entrenador | Entrenador | Luis Tena         |     |

| 29 | DEL | Raúl Nava        | 46' |
| 23 | DEL | Edgar Benítez    | 53' |
| 2  | MED | Francisco Gamboa | 78' |

| 10 | MED | Christian Giménez | 67' |
| 14 | DEF | Luis Perea        | 71' |
| 53 | MED | Horacio Cervantes | 89' |

| Anotado | 63' | Edgar Benítez | 1:1 |

| Anotado | 41' | Mariano Pavone | 0:1 |

| Amonestado | 29' | Miguel Ponce  |
| Amonestado | 55' | Antonio Ríos  |
| Amonestado | 87' | Aarón Galindo |

| Amonestado | 58' | Joao Rojas       |
| Amonestado | 68' | Alejandro Castro |
| Amonestado | 72' | Luis Perea       |

|  |  |  |

|  |  |  |

| Árbitro             | Marco Antonio Rodríguez        |
| Árbitros asistentes | Marvin César Torrentera Rivera |
| Árbitros asistentes | Marcos Quintero Huitrón        |
| Cuarto árbitro      | Fernando Guerrero Ramírez      |

| Trofeo de la Liga de Campeones de la CONCACAF |
| Bandera de México                             |
| Campeón Cruz Azul 6° título                   |

## Estadísticas

### Generales
| N.º | Equipo               | Pts. | PJ | PG | PE | PP | GF | GC | Dif. | %      |
| --- | -------------------- | ---- | -- | -- | -- | -- | -- | -- | ---- | ------ |
| 1   | Cruz Azul            | 20   | 10 | 6  | 2  | 2  | 18 | 6  | 12   | 66.67% |
| 2   | Toluca               | 22   | 10 | 6  | 4  | 0  | 21 | 7  | 14   | 73.33% |
| 3   | Tijuana              | 16   | 8  | 5  | 1  | 2  | 15 | 7  | 8    | 66.67% |
| 4   | Alajuelense          | 13   | 8  | 4  | 1  | 3  | 6  | 4  | 2    | 54.17% |
| 5   | Los Angeles Galaxy   | 12   | 6  | 4  | 0  | 2  | 9  | 8  | 1    | 66.67% |
| 6   | Sporting Kansas City | 11   | 6  | 3  | 2  | 1  | 7  | 6  | 1    | 61.11% |
| 7   | Árabe Unido          | 10   | 6  | 3  | 1  | 2  | 7  | 5  | 2    | 55.56% |
| 8   | San Jose Earthquakes | 8    | 6  | 2  | 2  | 2  | 6  | 4  | 2    | 44.44% |
| 9   | Luis Ángel Firpo     | 7    | 4  | 2  | 1  | 1  | 6  | 3  | 3    | 58.33% |
| 10  | Houston Dynamo       | 7    | 4  | 2  | 1  | 1  | 4  | 2  | 2    | 58.33% |
| 11  | Olimpia              | 7    | 4  | 2  | 1  | 1  | 2  | 2  | 0    | 58.33% |
| 12  | Herediano            | 6    | 4  | 2  | 0  | 2  | 11 | 8  | 3    | 50%    |
| 13  | América              | 6    | 4  | 2  | 0  | 2  | 4  | 2  | 2    | 50%    |
| 14  | Comunicaciones       | 6    | 4  | 2  | 0  | 2  | 7  | 7  | 0    | 50%    |
| 15  | Montreal Impact      | 6    | 4  | 2  | 0  | 2  | 3  | 4  | -1   | 50%    |
| 16  | Heredia              | 6    | 4  | 2  | 0  | 2  | 2  | 3  | -1   | 50%    |
| 17  | Isidro Metapán       | 4    | 4  | 1  | 1  | 2  | 6  | 5  | 11   | 33.33% |
| 18  | Cartaginés           | 4    | 4  | 1  | 1  | 2  | 4  | 7  | -3   | 33.33% |
| 19  | San Miguelito        | 3    | 4  | 1  | 0  | 3  | 1  | 6  | -5   | 25%    |
| 20  | Real Estelí          | 1    | 4  | 0  | 1  | 3  | 1  | 5  | -4   | 8.33%  |
| 21  | W Connection         | 1    | 4  | 0  | 1  | 3  | 1  | 7  | -6   | 8.33%  |
| 22  | Victoria             | 0    | 4  | 0  | 0  | 4  | 4  | 15 | -11  | 8.33%  |
| 23  | Valencia FC          | 0    | 4  | 0  | 0  | 4  | 4  | 15 | -11  | 0%     |
| 24  | Caledonia AIA        | 0    | 4  | 0  | 0  | 4  | 2  | 13 | -11  | 0%     |

### Goleadores
| Raúl Nava                                 | Toluca             | 7 |
| Mariano Pavone                            | Cruz Azul          | 5 |
| Nicolás Muñoz                             | Isidro Metapán     | 5 |
| Achille Emana                             | Cruz Azul          | 4 |
| Robbie Keane                              | Los Angeles Galaxy | 4 |
| Edgar Benítez                             | Toluca             | 3 |
| Anllel Porras                             | Herediano          | 3 |
| Hérculez Gómez                            | Tijuana            | 3 |
| Jerry Palacios                            | Alajuelense        | 3 |
| Paolo Suárez                              | Comunicaciones     | 3 |
| Pablo Herrera                             | Cartaginés         | 3 |
| Última actualización: 18 de marzo de 2014 |                    |   |